# Parc Birkenhead
Le parc de Birkenhead est un parc public, situé dans la municipalité du Wirral, aux abords de Liverpool, en Angleterre. Il est généralement considéré comme le premier parc public du Royaume-Uni. Il est conçu par Joseph Paxton et ouvert le 5 avril 1847. Joseph Paxton avait préalablement conçu les plans du Princes Park (parc privé) à Liverpool. Frederick Law Olmsted, architecte-paysagiste américain, s’inspire du Birkenhead Park lorsqu’il élabore les plans de Central Park.

## Localisation
Birkenhead Park est situé à environ 1,5 km du centre de Birkenhead, dans le nord-ouest de l’Angleterre. Il couvre une superficie d’environ 90 ha et se situe dans une zone résidentielle vallonnée. Le site du parc est bordé par Park Road North, Park Road East, Park Road South et Park Road West. Le parc est clôturé par des grillages métalliques. Lors de l’élaboration des plans du parc, Joseph Paxton a pensé à intégrer des zones d’habitation aux abords du parc. Ces zones d’habitation sont alors vendues par la municipalité afin de financer les travaux du parc. Les zones d’habitation sont dans un premier temps occupées par des marchands et des personnes aisées, mais la crise qui marque la fin du XIXe siècle fait que de nombreuses zones d’habitation restent à leur état primaire jusqu’au début du XXe siècle.

## Histoire

### Projet et travaux
Birkenhead Park est créé entre 1843 et 1847. Il est le premier parc au monde financé par une municipalité. En 1841, un arrêté parlementaire autorise le gouvernement local de Birkenhead à utiliser des fonds publics afin d’acheter 226 acres de terrain pour y créer un parc public.
Le gouvernement local de Birkenhead désigne Joseph Paxton comme architecte pour le projet. Joseph Paxton recommande  Edward Kemp auprès de la municipalité afin de superviser les travaux. Les deux hommes ont déjà travaillé sur un projet similaire, lors du réaménagement du jardin de Chatsworth House.
Les travaux débutent en 1843 et sont financés par la vente des terrains d’habitation jonchant le parc. Ils durent 5 ans. Le parc est conçu afin de paraître naturel et informel plutôt que structurel et urbain. Le terrain marécageux est drainé afin de rendre les terres aménageables. Le parc conduit à la déviation de Old Bidston Road et à la suppression de la route directe reliant Claughton et Woodside. Lors des travaux, des centaines de tonnes de pierre et de terre sont retirées afin de laisser place à un terrain bien drainé, à des rochers, à des collines et à un lac. Des arbres, arbustes, buissons et plantes sont plantés afin d’aménager une terre jusque-là vierge de toute plantation. Des constructions comme le pont suisse, la maison des bateaux, l’auberge normande, l’auberge gothique et l’auberge italiennes sont érigées. La grande entrée, l’une des nombreuses entrées du parc, est conçue afin de ressembler à un arc de triomphe. Lors de son inauguration, le parc accueille 10 000 visiteurs.

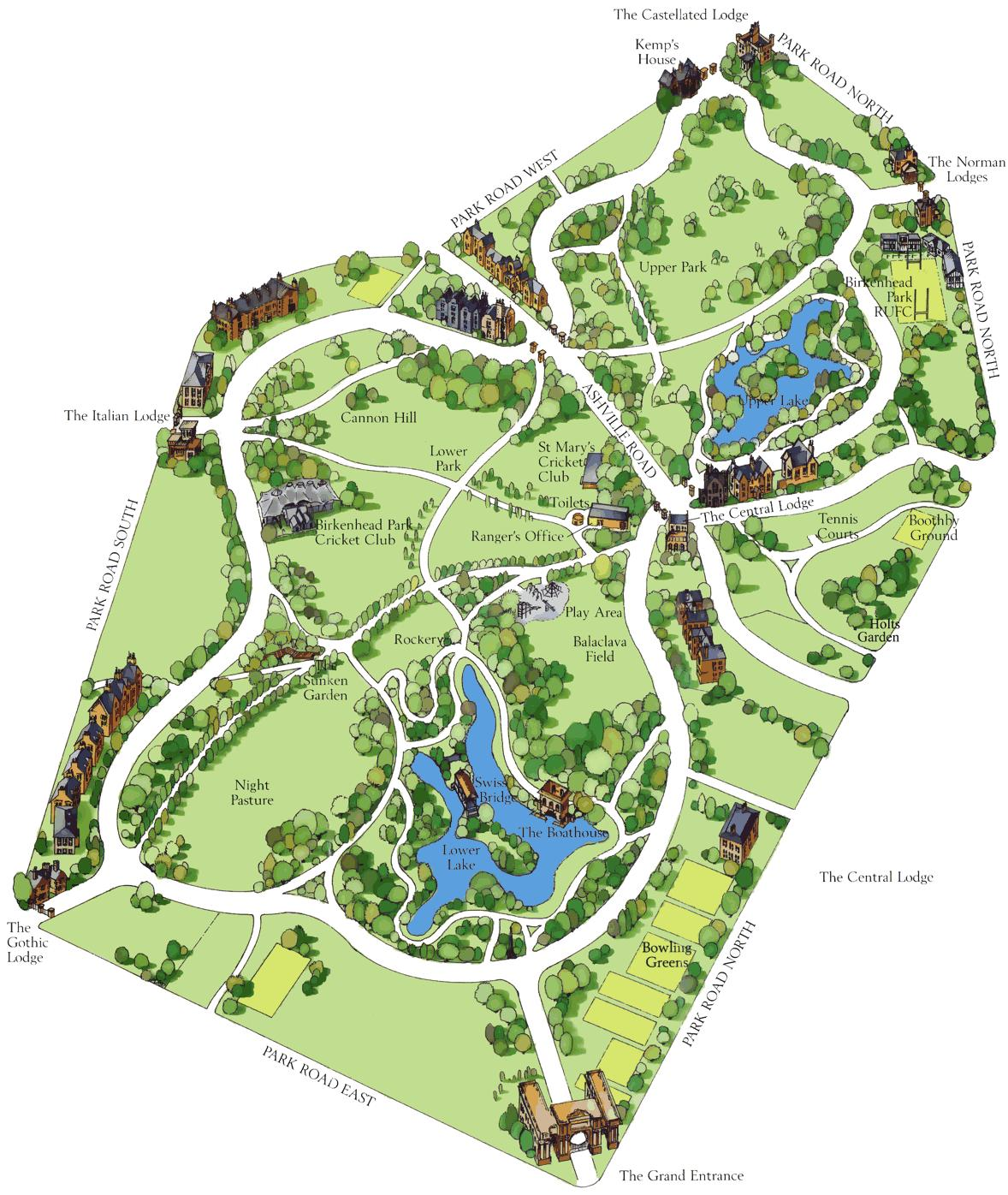
Plan du parc de Birkenhead

### Durant la guerre
Durant la Première Guerre mondiale, une partie du parc est utilisée comme camp d’entraînement par le 3e bataillon du régiment du Cheshire majoritairement composé d’opposants au régime. Les recrues séjournaient à la caserne de Birkenhead située à Grange Road West.

### Travaux de restauration
Au cours du XXe siècle, le parc parait délabré et négligé. À la fin du XXe siècle débutent des travaux de restauration. Un centre pour les visiteurs est créé, des travaux sont entrepris afin de redonner une nouvelle vie aux bâtiments et le système de drainage est remis en état.
En 2011, le parc entre dans une nouvelle ère de son développement. La municipalité reçoitt 11 millions £ (majoritairement de l‘Heritage Lottery fund) afin de restaurer le parc. Un nouveau centre est érigé pour accueillir les visiteurs, avec une façade en verre (style dont Joseph Paxton est l’un des pionniers). Plusieurs endroits du parc sont restaurés afin de leur rendre leur splendeur de l’époque victorienne.

## Sports
Un club de rugby et deux clubs de cricket siègent au sein du parc. Au départ, il y a de grandes disputes entre les différents petits clubs de cricket afin d’avoir la permission de jouer au sein du parc. D’autres sports tels que le tir à l’arc, la pêche, le jeu de boules, le jeu de palet, le football, le hockey et le tennis peuvent être pratiqués dans ce parc.
Les matches de rugby et de cricket peuvent à cette époque accueillir un public de plus de 10 000 spectateurs.

### Rugby

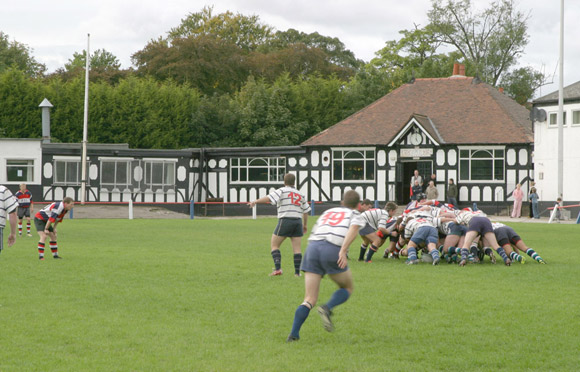
Le club de rugby de Birkenhead.

Au XIXe siècle, les clubs de cricket et le club de rugby de Birkenhead ont une réputation nationale.
Des matches internationaux de rugby ont lieu sur le terrain du Birkenhead Park. L’équipe des All blacks, notamment, vient jouer un match dans le parc de Birkenhead. Un match du tournoi britannique de rugby à XV y est joué en 1887 et en 1894.

### Cricket
En 1971, le club  de cricket fête ses cent ans et obtient le privilège de jouer contre une équipe formée des meilleurs joueurs internationaux de l’époque. Le onze d’Angleterre vient aussi jouer face au club de Birkenhead. Le club de Birkenhead est autorisé à jouer avec 18 joueurs et a remporté le match par 11 wickets.

### Hockey
Deux équipes de hockey (Birkenhead Park et Birkenhead Victoria) jouent régulièrement dans le parc à la fin du XIXe siècle. Le Wirral est un des lieux importants du monde du hockey à cette période. Plusieurs joueurs de l’équipe nationale anglaise proviennent des clubs de la région du Wirral.

## Particularités

### Connexion avec Central Park
En 1850, Frederick Law Olmsted visite le parc de Birkenhead et le design de ce parc l’influence grandement lorsqu’il conçoit les plans de Central Parc à New York.

### Premier parc public du Royaume-Uni
Largement financé par la municipalité, le parc de Birkenhead est le premier parc public du Royaume-Uni.

### Premier parc au monde financé par la municipalité
Le parc de Birkenhead est le premier parc au monde à être financé par la municipalité.

### Le pont suisse

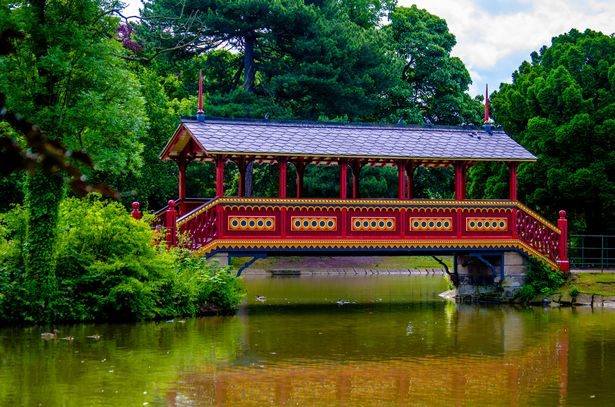
Le pont suisse du parc de Birkenhead

Le pont suisse, une construction datant de 1847, est connu comme étant le seul pont en bois, de construction traditionnelle, couvert, construit du Royaume-Uni. Le concepteur de ce pont s’inspira de constructions similaires en Suisse.